# Moonbyul
Moon Byul-yi (em coreano: 문별이 (hangul)/ 文星伊 (hanja); romaniz.: Mun Byeol-i  (Romanização revisada) / Mun Pyŏli McCune-Reischauer)); nascida em Bucheon, Gyeonggi, Coreia do Sul, 22 de dezembro de 1992), mais frequentemente creditada pelo seu nome artístico Moonbyul (em coreano: 문별 (hangul)  / 玟星 (hanja); romaniz.: Munbyeol (Romanização revisada) / Munpyŏl (McCune-Reischauer)), é uma cantora, rapper e compositora sul-coreana. Ficou popularmente conhecida por ser integrante do grupo feminino de kpop Mamamoo, formado pela Rainbow Bridge World e que estreou em 2014. Faz parte também da sub-unit Mamamoo +, junto da líder e vocalista principal, Solar.

## Biografia e Carreira
Moonbyul nasceu em Bucheon, Gyeonggi, Coreia do Sul, onde morava com seus pais e suas irmãs mais novas, Seulgi e Yesol.
Em 2011, foi aceita no Instituto de Artes de Seul.
Em 18 de junho de 2014 fez sua estreia como cantora, rapper e dançarina líder no grupo feminino de K-pop, Mamamoo. Juntamente às outras integrantes, Solar, Wheein e Hwasa, seu primeiro mini-álbum foi lançado, entitulado "Hello".
Em abril de 2017, Moonbyul entrou para o elenco do drama Idol Drama Operation Team, estreando posteriormente no grupo temporário Girls Next Door, como líder e rapper principal. 
Em 2018, fez sua estreia como solista com o lançamento da faixa "Selfish", em parceria com a cantora, e amiga, Seulgi, do grupo Red Velvet. 
En 14 de fevereiro de 2020, lançou seu primeiro mini-álbum, "Dark Side of the Moon", com a faixa título "Eclipse", que foi promovida em diversos programas musicais. No mesmo ano, também lançou o seu segundo mini álbum, "門OON : REPACKAGE", com a faixa título "Absence".
Em 15 de fevereiro de 2021, seu programa de rádio "Studio Moon Night" estreou, na emissora Naver Now, onde Moonbyul recebe convidados, conta histórias e interage com seus fãs. O programa vai ao ar todas as segundas, quartas e sextas-feiras, às 9:00 (BRT), e já está em sua segunda temporada.
Em janeiro de 2022, lançou seu terceiro mini-álbum "6equence", com a faixa título "Lunatic". É importante destacar que o álbum conta com uma grande representavidade do público LGBTQIA+, com o pré-lançamento "Shutdown", em colaboração com a cantora Seori. Muitas pessoas se sentiram acolhidas e representadas na música que, com pronomes femininos, retrata o relacionamento entre duas mulheres.
Segundo a artista em uma entrevista, ela busca retratar em suas composições, diversas formas de amor, para que todas as pessoas possam se identificar. Um estilo que ela definiu como andrógino.
Em abril do mesmo ano, ela lançou o single álbum "CITT" (Cheese In The Trap), no dia 28. A música estreou em quinto lugar no Worldwide iTunes Song Chart. No primeiro dia de CITT, o álbum alcançou a marca de 68,138 cópias vendidas, colocando Moonbyul como a segunda artista feminina com maior venda física de álbums em 2022, atrás somente da solista Taeyeon.
No dia 02 de maio, ela foi premiada um Daesang por seu programa de rádio, no "2022 Brand Custumer Loyalty Awards". 
No mesmo período, a cantora se tornou a artista feminina sul-coreana mais creditada da história do KOMCA (Korean Music Copyright Association), creditada em 109 músicas.
Em 30 de agosto de 2022, ela estreiou na sub-unidade Mamamoo+, em parceria com a sua melhor amiga e colega de grupo, Solar, com o lançamento da faixa "Better". Em 30 de março de 2023 a sub-unidade lançou seu primeiro mini álbum intitulado de Act I Scene I, contando com o pré-lançamento da música Chico Malo, seguida pela title GGBB. 
O ano de 2022 de Moonbyul também foi marcado por sua participação no programa de sobrevivência "Second World", da emissora JTBC. O programa colocou rappers de grupos femininos em uma competição de canto, e Moonbyul foi a grande campeã, mostrando que além de ótima rapper é, também, uma grande vocalista.

## Carreira
Em 18 de junho de 2014, Moonbyul realizou sua estreia oficial como integrante do grupo feminino Mamamoo, junto de Solar, Hwasa e Wheein, com o lançamento do single Mr. Ambiguous, acompanhado pelo extended play intitulado Hello. A primeira apresentação ao vivo do grupo ocorreu no programa musical M Countdown em 19 de junho. Em 25 de novembro de 2015, Moonbyul foi participante no programa Sugar Man, exibido pela emissora JTBC, onde apresentou o single Like Yesterday acompanhada pela colega de grupo Solar. Em abril de 2017, Moonbyul entrou para o elenco do drama Idol Drama Operation Team como integrante de um grupo feminino projeto.

## Discografia

### Singles
| Título                                         | Ano                    | Melhores posições nas paradas | Vendas                 | Álbum                                |
| Título                                         | Ano                    | KOR                           | Vendas                 | Álbum                                |
| Como artista principal                         | Como artista principal | Como artista principal        | Como artista principal | Como artista principal               |
| ---------------------------------------------- | ---------------------- | ----------------------------- | ---------------------- | ------------------------------------ |
| "Love and Hate" (구차해)                       | 2017                   | 51                            | - KOR: 61,384+         | Purple                               |
| "Selfish"                                      | 2018                   |                               |                        | -                                    |
| "Eclipse"                                      | 2020                   |                               |                        | Dark Side of the Moon                |
| "Absence"                                      | 2020                   |                               |                        | 門OON : Repackage                    |
| "G999" (feat. Mirani)                          | 2021                   |                               |                        | 6equence                             |
| "Shutdown" (feat. Seori)                       | 2021                   |                               |                        | 6equence                             |
| "LUNATIC"                                      | 2022                   |                               |                        | 6equence                             |
| Colaborações                                   |                        |                               |                        |                                      |
| "Like Yesterday" (어제처럼) com Solar          | 2015                   | 54                            | - KOR: 33,185+         | Two Yoo Project Sugar Man OST Part.6 |
| "Dab Dab" com Hwasa                            | 2016                   | 69                            | - KOR: 31,040+         | Memory                               |
| Como artista destaque                          |                        |                               |                        |                                      |
| "Nothing" Yoo Sung-eun feat. Moonbyul          | 2015                   | 16                            | - KOR: 128,199+        | 2nd Mini Album                       |
| Aparições em trilhas sonoras                   |                        |                               |                        |                                      |
| "Deep Blue Eyes" as a member of Girl Next Door | 2017                   | —                             | - KOR: 16,514+         | Idol Drama Operation Team OST        |
| "—" denotes releases that did not chart.       |                        |                               |                        |                                      |

### EPs
- 2019: Selfish
- 2020: Dark Side of the Moon
- 2022: 6equence

## Composições
| Ano  | Artista        | Canção               | Papel    | Álbum                         |
| ---- | -------------- | -------------------- | -------- | ----------------------------- |
| 2015 | Mamamoo        | "Um Oh Ah Yeh"       | Letrista | Pink Funky                    |
| 2015 | Mamamoo        | "No No No"           | Letrista | Pink Funky                    |
| 2016 | Mamamoo        | "Taller Than You"    | Letrista | Melting                       |
| 2016 | Mamamoo        | "You're the Best"    | Letrista | Melting                       |
| 2016 | Mamamoo        | "Friday Night"       | Letrista | Melting                       |
| 2016 | Mamamoo        | "My Hometown"        | Letrista | Melting                       |
| 2016 | Mamamoo        | "Emotion"            | Letrista | Melting                       |
| 2016 | Mamamoo        | "I Miss You"         | Letrista | Melting                       |
| 2016 | Mamamoo        | "Recipe"             | Letrista | Melting                       |
| 2016 | Mamamoo        | "Cat Fight"          | Letrista | Melting                       |
| 2016 | Mamamoo        | "Draw & Draw & Draw" | Letrista | Memory                        |
| 2016 | Mamamoo        | "Décalcomanie"       | Letrista | Memory                        |
| 2016 | Mamamoo        | "New York"           | Letrista | Memory                        |
| 2016 | Mamamoo        | "Dab Dab"            | Letrista | Memory                        |
| 2016 | Mamamoo        | "I Won't Let Go"     | Letrista | Memory                        |
| 2017 | Girl Next Door | "Deep Blue Eyes"     | Letrista | Idol Drama Operation Team OST |
| 2017 | Mamamoo        | "Yes I Am"           | Letrista | Purple                        |
| 2017 | Mamamoo        | "Finally"            | Letrista | Purple                        |
| 2017 | Mamamoo        | "Love & Hate"        | Letrista | Purple                        |
| 2017 | Mamamoo        | "Aze Gag"            | Letrista | Purple                        |

## Filmografia

### Televisão
| Ano  | Emissora      | Título                    | Papel        | Notas         |
| ---- | ------------- | ------------------------- | ------------ | ------------- |
| 2015 | Naver TV Cast | Start Love                | Yoo Na-young | Episódios 1–5 |
| 2017 | KBS           | Idol Drama Operation Team | Ela mesma    | Cast member   |